# Gouvernement Álvarez Areces III
 Asturies
Álvarez Areces II Álvarez-Cascos
Le gouvernement Álvarez Areces III est le gouvernement des Asturies entre le 13 juillet 2007 et le 18 juillet 2011, durant la VIIe législature de la Junte générale de la principauté des Asturies. Il est présidé par Vicente Álvarez Areces.

## Composition

### Initiale
| Fonction                                                                   | Titulaire | Titulaire                                                                 | Parti    |
| -------------------------------------------------------------------------- | --------- | ------------------------------------------------------------------------- | -------- |
| Président                                                                  |           | Vicente Alberto Álvarez Areces                                            | FSA-PSOE |
| Conseillère à la Présidence, à la Justice et à l'Égalité                   |           | María José Ramos Rubiera                                                  | FSA-PSOE |
| Conseillère aux Administrations publiques, porte-parole                    |           | Ana Rosa Migoya Diego                                                     | FSA-PSOE |
| Conseiller à l'Économie et aux Affaires européennes                        |           | Jaime Rabanal García                                                      | FSA-PSOE |
| Conseiller à l'Éducation et à la Science                                   |           | José Luis Iglesias Riopedre                                               | FSA-PSOE |
| Conseillère à la Culture et au Tourisme                                    |           | Encarnación Rodríguez Cañas                                               | FSA-PSOE |
| Conseillère au Bien-être social                                            |           | Pilar Rodríguez Rodríguez (jusqu'au 01/09/2008) María Teresa Ordiz Asenjo | FSA-PSOE |
| Conseiller à la Santé et aux Services sanitaires                           |           | José Ramón Quirós García                                                  | FSA-PSOE |
| Conseiller aux Infrastructures, à la Politique territoriale et au Logement |           | Francisco González Buendía                                                | FSA-PSOE |
| Conseillère à l'Environnement et au Développement rural                    |           | Belén Fernández González                                                  | FSA-PSOE |
| Conseiller à l'Industrie et à l'Emploi                                     |           | Graciano Torre González                                                   | FSA-PSOE |

### Remaniement du27 septembre 2008
- Les nouveaux conseillers sont indiqués en gras, ceux ayant changé d'attributions en italique.

| Fonction                                                                           | Titulaire | Titulaire                                                                | Parti    |
| ---------------------------------------------------------------------------------- | --------- | ------------------------------------------------------------------------ | -------- |
| Président                                                                          |           | Vicente Alberto Álvarez Areces                                           | FSA-PSOE |
| Conseillère à la Présidence, à la Justice et à l'Égalité                           |           | María José Ramos Rubiera                                                 | FSA-PSOE |
| Conseillère aux Administrations publiques, porte-parole                            |           | Ana Rosa Migoya Diego                                                    | FSA-PSOE |
| Conseiller à l'Économie et aux Finances                                            |           | Jaime Rabanal García                                                     | FSA-PSOE |
| Conseiller à l'Éducation et à la Science                                           |           | José Luis Iglesias Riopedre (jusqu'au 06/08/2010) Herminio Sastre Andrés | FSA-PSOE |
| Conseillère à la Culture et au Tourisme                                            |           | Mercedes Álvarez González                                                | FSA-PSOE |
| Conseillère au Bien-être social et au Logement                                     |           | Noemí Martín González                                                    | IUA      |
| Conseiller à la Santé et aux Services sanitaires                                   |           | José Ramón Quirós García                                                 | FSA-PSOE |
| Conseiller à l'Environnement, à l'Aménagement du territoire et aux Infrastructures |           | Francisco González Buendía                                               | FSA-PSOE |
| Conseiller au Milieu rural et à la Pêche                                           |           | Manuel Aurelio Martín González                                           | IUA      |
| Conseiller à l'Industrie et à l'Emploi                                             |           | Graciano Torre González                                                  | FSA-PSOE |